# Jean-Joseph-Joachim Janod
Jean-Joseph-Joachim Janod (22 mars 1761  à Clairvaux - 26 mai 1836 à Paris) fut un magistrat et homme politique français des XVIIIe et XIXe siècles.

## Biographie
Jean-Joseph-Joachim Janod, fils d'un bourgeois d'Arinthod, fit ses études à Besançon, et devint avocat dans cette ville en 1786. Il exerça ensuite à Lons-le-Saunier.
Élu au début de la Révolution membre de l'administration départementale du Jura, il fut ensuite désigné pour être député suppléant du même département à la Convention nationale. Il ne siégea pas. 
Insurgé contre la Convention nationale, et tenta en 1793 avec ses collègues d'organiser la résistance contre cette assemblée. Appelé à la barre pour rendre compte de sa conduite, il échappa, avec peine, aux poursuites dont il était menacé.
Le 23 germinal an V, il fut élu député du Jura au Conseil des Cinq-Cents par 155 voix sur 183 votants. Il obtint sa réélection le 25 germinal an VII.
Il entra dans la magistrature impériale en 1804 comme juge au tribunal de première instance du département de la Seine.
Le Sénat conservateur le désigna, le 4 nivôse an VIII, pour représenter le Jura au nouveau Corps législatif son mandat lui fut confirmé le 2 mai 1809. À la première Restauration), il fut continué dans ses fonctions à la nouvelle Chambre des députés de 1814 à 1815.
Il fut promu vice-président du tribunal de première instance de la Seine en 1814 et conseiller à la cour royale de Paris en 1829, fonctions qu'il remplit jusqu'à sa mort.
Chevalier de l'Empire et chevalier de l'Ordre de la Réunion le 3 juillet 1813, il fut créé officier de la Légion d'honneur le 17 mars 1815.

### Vie familiale
Jean-Joseph-Joachim Janod était le fils de M. Pierre Janod, bourgeois d'Arinthod, et de Mademoiselle Jeanne-Nicole Badouillier.

## Fonctions
- Avocat à Besançon (1786) ;
- Membre de l'administration départementale du Jura ;
- Député suppléant du Jura à la Convention nationale ;
- Député du Jura au Conseil des Cinq-Cents (23 germinal an V, réélu le 25 germinal an VII) ;
- Juge au tribunal de première instance du département de la Seine (1804) ;
- Député du Jura au Corps législatif (4 nivôse an VIII, confirmé le 2 mai 1809) ;
- Député du Jura à la Chambre (1814-1815) ;
- Vice-président du tribunal de première instance de la Seine (1814)
- Conseiller à la cour royale de Paris (1829-1836).

## Titres
- Chevalier de l'Empire (3 juillet 1813).

## Distinctions
- Légion d'honneur :
  - Officier de la Légion d'honneur (17 mars 1815) ;
- Ordre de la Réunion :
  - Chevalier de l'Ordre de la Réunion (3 juillet 1813).

## Règlement d'armoiries
« Tiercé en fasce : au 1, d'hermines plein ; au 2, d'azur chargé du signe des chevaliers de l'Ordre impérial de la Réunion ; au 3, d'or à la branche d'olivier en bande de sinople chargée d'une épée en bande de gueules. »